# Dizzasco
Dizzasco (lombardul: Dizzasch) település Olaszországban, Lombardia régióban, Como megyében. Lakosainak száma 635 fő (2023. január 1.). Dizzasco Argegno, Centro Valle Intelvi, Pigra, Blessagno, Cerano d’Intelvi és Schignano községekkel határos.

## Népesség
A település lakossága az elmúlt években az alábbi módon változott:
| Lakosok száma | 628  | 622  | 635  |
|               | 2017 | 2018 | 2023 |